# Skiflug-Weltmeisterschaft 1985
Die 8. Skiflug-Weltmeisterschaft wurde vom 15. bis zum 17. März 1985 auf der Letalnica-Skiflugschanze im jugoslawischen Planica ausgetragen. Nach 1972 und 1979 fand die WM zum dritten Mal auf der ersten Skiflugschanze der Welt statt. Die Weltmeisterschaften wurden anlässlich des 50-jährigen Jubiläums der ersten Skiwettkämpfe in Planica ausgetragen.

## Favoriten
Zur Skiflug-WM reisten alle Topspringer der Weltcup-Saison 1984/85 an. Zuallererst waren da natürlich die beiden Dauerrivalen Matti Nykänen aus Finnland und Jens Weißflog aus der DDR zu nennen, beide Olympiasieger und aktuelle Weltmeister, Nykänen von der Großschanze, Weißflog von der Normalschanze. Die Vierschanzentournee hatte Weißflog vor Nykänen gewonnen. Für den Sachsen war es seine erste Skiflug-WM, da er 1983 in Harrachov noch vor dem Wettbewerb im Training schwer gestürzt war. Des Weiteren war aus Norwegen der aktuelle Weltmeister von der Großschanze, Per Bergerud, angereist. In der österreichischen Mannschaft standen mit dem bis dahin Weltcupführenden Andreas Felder, Ernst Vettori und Franz Wiegele gleich drei Mitfavoriten, die Tschechoslowaken hatten mit Vizeweltmeister Pavel Ploc und Jiří Parma mindestens zwei heiße Eisen im Feuer. Die jugoslawischen Gastgeber steckten große Hoffnungen in Primož Ulaga und Miran Tepeš, wobei speziell Ulaga noch eine Rechnung mit dem einheimischen Publikum offen hatte. Noch ein Jahr vorher war er ob seines schlechten Abschneidens bei den Olympischen Spielen in Sarajevo gnadenlos ausgepfiffen worden. Die DDR-Vertretung reiste mit Jens Weißflog, dem Skiflugweltmeister von 1983, Klaus Ostwald, Ulf Findeisen und dem erst 16-jährigen Nachwuchstalent Raimund Litschko an. Holger Freitag hatte sich bei der vorherigen Vierschanzentournee in Innsbruck schwer verletzt und gehörte nicht wie 1983 zum Kader. Insgesamt hatten 52 Springer aus 14 Ländern gemeldet, letztlich gingen 44 Teilnehmer aus 13 Ländern in die Wertung ein.

## Modus
Da sportwissenschaftlich festgestellt worden war, dass bei den Springern am vierten Sprungtag eine beobachtbare psychische Ermüdung einsetzte,  wurde die Weltmeisterschaft nur noch an drei statt vier Tagen durchgeführt: einem Trainingstag und zwei Sprungtagen. Wie gewohnt absolvierte am ersten Tag jeder Teilnehmer drei Sprünge, von denen die zwei punktbesten in die Wertung eingingen. Die komplizierte Regelung der letzten WM mit Durchschnittsweite und Prozentberechnungen wurde nicht wieder eingesetzt. Da in der Nacht zwischen den Sprungtagen ein halber Meter Neuschnee gefallen war, verzögerte sich der zweite Sprungtag durch das Neupräparieren der Schanze. Somit konnten nur noch zwei Durchgänge durchgeführt werden, von denen der punktbeste in die Wertung einging.

## Ergebnisse

### Training
Schon am Trainingstag fielen die Rekorde. Der bestehende Weltrekord von Matti Nykänen mit 185 m wurde zunächst vom jugoslawischen Vorspringer Matjaž Debelak egalisiert und im ersten Durchgang vom Amerikaner Mike Holland mit 186 m überboten. Nach einer sofortigen Anlaufverkürzung sprang Nykänen noch im ersten Durchgang trotzdem 187 m. Im zweiten Durchgang überbot er diese Weite noch und sprang 191 m.

### 1. Tag
Schon nach dem Training war klar, dass die Titelvergabe nur über Nykänen lief. Dieser klärte quasi mit dem ersten Sprung vor ca. 80.000 Zuschauern bereits die Fronten: 190 m, ein Meter unter seinem am Vortag aufgestellten Weltrekord. Kein weiterer Springer sprang auch nur annähernd diese Weite, etwas überraschend kamen Ladislav Dluhoš mit 170 m und Pavel Ploc mit 169 m dem Finnen noch am nächsten, allerdings lagen 20 m dazwischen. Lokalmatador Ulaga begann schwach mit 144 m, der letzte Skiflugweltmeister Klaus Ostwald verkorkste den ersten Sprung gar ganz und rodelte nach 98 m den Hang hinunter. Mit Weiten über die 160 m hielten sich die starken Österreicher auch noch Optionen auf einen Podiumsplatz offen. Weißflog selbst begann den Wettbewerb auch nur mit mittelprächtigen 164 m. Im zweiten Durchgang konnte er allerdings Nykänen, der 174 m sprang, mit der gleichen Weite Paroli bieten und schob sich nach vorn. Auch Ulaga mit 169 m und Ostwald mit 166 m konnten sich stark verbessern, während vor allem die Österreicher zurückfielen: Ernst Vettori sprang nur 140 m. Im dritten Durchgang ließ Nykänen einen 180-m-Sprung folgen, die zweitgrößte Tagesweite, während Weißflog nur mit 170 m kontern konnte. In der Summe der drei Sprünge war Nykänen 36 m weiter als Weißflog gesprungen, was auch den Abstand von 27 Punkten erklärte. Hinter den beiden Ausnahmekönnern lag eine dichtgedrängte Spitzengruppe, zwischen Platz drei und zehn lagen gerade einmal 13 Punkte. In dieser Spitzengruppe befanden sich zur Freude des Publikums auch noch Ulaga und Tepeš, zumindest der Kampf um Bronze war noch möglich. Andreas Felder fand sich nach dem ersten Tag auf Platz 19 wieder und musste um seine Weltcupführung bangen.
| Platz | Name            | Land             | Weiten (in m) | Punkte |
| ----- | --------------- | ---------------- | ------------- | ------ |
| 01.   | Matti Nykänen   | Finnland         | 190/174/180   | 386,0  |
| 02.   | Jens Weißflog   | DDR              | 164/174/ 170  | 359,0  |
| 03.   | Pavel Ploc      | Tschechoslowakei | 169/169/158   | 344,5  |
| 04.   | Ladislav Dluhoš | Tschechoslowakei | 170/165/133   | 343,5  |
| 05.   | Miran Tepeš     | Jugoslawien      | 167/161/164   | 342,0  |
| 06.   | Primož Ulaga    | Jugoslawien      | 144/169/173   | 340,5  |
| 07.   | Thomas Klauser  | BR Deutschland   | 166/158/162   | 339,0  |
| 08.   | Mike Holland    | USA              | 164/164/164   | 335,0  |
| 09.   | Klaus Ostwald   | DDR              | 98/166/159    | 333,5  |
| 10.   | Tuomo Ylipulli  | Finnland         | 168/161/145   | 331,5  |

### 2. Tag
Der zweite Wettbewerb begann wegen der Schneefälle in der Nacht zwei Stunden später, so dass nur zwei Durchgänge durchgeführt werden konnten. Wieder war Nykänen das Maß der Dinge, der mit 187 m im ersten Durchgang gleich wieder in Führung ging. Diesmal folgte ihm aber Klaus Ostwald, der mit 180 m bewies, dass sein Weltmeistertitel von 1983 kein Zufall war. Erneut stark zeigte sich der Amerikaner Mike Holland, der 170 m sprang und Ole Gunnar Fidjestøl zeigte mit der gleichen Weite, dass die bis dahin schwachen Norweger auch anwesend waren. Während Miran Tepeš mit 143 noch Anschluss hielt, versagten bei Ulaga die Nerven und er rutschte mit nur 124 m ein ganzes Stück nach hinten. Er musste alle Hoffnungen auf den zweiten Sprung setzen. Im zweiten Durchgang landete Nykänen bei 186 m. Trotz kürzerer Weite ging dieser Sprung letztlich in die Wertung ein, da die Haltungsnoten besser waren. Nachdem Ploc und Ylipulli im ersten Durchgang mit Weiten um die 140 m abgerutscht waren, bewiesen sie mit jeweils 173-m-Sprüngen, dass Bronze noch greifbar war. Ulaga konnte mit 151 seinen ersten Versuch leidlich wettmachen. Tageszweiter wurde Klaus Ostwald, der seinen guten 180-m-Sprung nicht wiederholen konnte, bei einem Wertungssprung reichte ihm das aber.
| Platz | Name                 | Land             | Weiten   | Punkte |
| ----- | -------------------- | ---------------- | -------- | ------ |
| 01.   | Matti Nykänen        | Finnland         | 187/186  | 194,5  |
| 02.   | Klaus Ostwald        | DDR              | 180/155  | 183,5  |
| 03.   | Pavel Ploc           | Tschechoslowakei | 142/ 173 | 179,5  |
| 04.   | Tuomo Ylipulli       | Finnland         | 144/ 173 | 179,0  |
| 05.   | Mike Holland         | USA              | 170/ 169 | 174,0  |
| 06.   | Jens Weißflog        | DDR              | 168/166  | 172,5  |
| 07.   | Ole Gunnar Fidjestøl | Norwegen         | 170/153  | 172,0  |
| 08.   | Ladislav Dluhoš      | Tschechoslowakei | 168/153  | 171,5  |
| 09.   | Thomas Klauser       | BR Deutschland   | 157/ 165 | 170,0  |
| 10.   | Miran Tepeš          | Jugoslawien      | 143/164  | 169,5  |

## Gesamtergebnis
Matti Nykänen war der ungekrönte König dieser Weltmeisterschaft. Fast 50 Punkte lag er vor seinem Dauerrivalen Jens Weißflog, der nüchtern analysierte, dass Nykänen an dem Wochenende nicht zu schlagen war. Hinter Weißflog schob sich Pavel Ploc mit seinem letzten Sprung von 173 m noch auf den Bronzeplatz. Nach Silber in Harrachov, damals vor Nykänen, war das für den Tschechoslowaken seine zweite Skiflug-Medaille. Er verdrängte den letzten Skiflugweltmeister Klaus Ostwald noch auf den undankbaren vierten Platz. Dieser hatte vor allem am zweiten Tag enorm aufgetrumpft. Zu den Verlierern gehörten die Gastgeber, bei denen Tepeš mit Platz sechs sogar besser als der höher eingeschätzte Ulaga (Platz 11) lag. Die Österreicher konnten noch nicht einmal einen Springer unter die Top Ten bringen, Andreas Felder als bester Österreicher belegte Platz 15 und verlor zudem seine Weltcupführung. Mit Platz acht gelang dem Bundesdeutschen Thomas Klauser ein Achtungserfolg: Es war die erste Top-Ten-Platzierung bei einer Skiflug-Weltmeisterschaft für einen bundesdeutschen Springer.
| Platz | Name                 | Land             | Punkte |
| ----- | -------------------- | ---------------- | ------ |
| 01.   | Matti Nykänen        | Finnland         | 580,5  |
| 02.   | Jens Weißflog        | DDR              | 531,5  |
| 03.   | Pavel Ploc           | Tschechoslowakei | 524,0  |
| 04.   | Klaus Ostwald        | DDR              | 517,0  |
| 05.   | Ladislav Dluhoš      | Tschechoslowakei | 515,0  |
| 06.   | Miran Tepeš          | Jugoslawien      | 511,5  |
| 07.   | Tuomo Ylipulli       | Finnland         | 510,5  |
| 08.   | Mike Holland         | USA              | 509,5  |
|       | Thomas Klauser       | BR Deutschland   | 509,5  |
| 10.   | Ole Gunnar Fidjestøl | Norwegen         | 496,5  |
| 11.   | Primož Ulaga         | Jugoslawien      | 490,5  |
| 12.   | Per Bergerud         | Norwegen         | 481,5  |
| 13.   | Matjaž Žagar         | Jugoslawien      | 480,5  |
| 14.   | Piotr Fijas          | Polen            | 477,0  |
| 15.   | Andreas Felder       | Österreich       | 476,0  |
|       | Franz Neuländtner    | Österreich       | 476,0  |
| 17.   | Ulf Findeisen        | DDR              | 473,5  |
| 18.   | Jiří Parma           | Tschechoslowakei | 472,5  |
| 19.   | Hroar Stjernen       | Norwegen         | 461,0  |
| 20.   | Ernst Vettori        | Österreich       | 460,5  |
| 21.   | Franz Wiegele        | Österreich       | 453,5  |
| 22.   | Gérard Balanche      | Schweiz          | 445,0  |
| 23.   | Mika Kojonkoski      | Finnland         | 443,5  |
| 24.   | Trond Jøran Pedersen | Norwegen         | 437,0  |
| 25.   | Lorenz Wegscheider   | BR Deutschland   | 428,0  |
| 26.   | Tomaž Dolar          | Jugoslawien      | 422,0  |
| 27.   | Zane Palmer          | USA              | 420,0  |
| 28.   | Chris Hastings       | USA              | 410,0  |
| 29.   | Tadeusz Fijas        | Polen            | 408,0  |
| 30.   | Raimund Litschko     | DDR              | 407,5  |
| 31.   | Gérard Colin         | Frankreich       | 403,5  |
|       | Kimmo Kylmäaho       | Finnland         | 398,5  |
| 33.   | Uli Boll             | BR Deutschland   | 390,5  |
| 34.   | Frédéric Berger      | Frankreich       | 390,0  |
| 35.   | Miroslav Polák       | Tschechoslowakei | 389,5  |
|       | Pascal Reymond       | Schweiz          | 389,5  |
| 37.   | Thomas Hasslberger   | BR Deutschland   | 385,0  |
| 38.   | Patric Dubiez        | Frankreich       | 381,0  |
| 39.   | Rick Mewborn         | USA              | 378,0  |
| 40.   | Bernat Solà          | Spanien          | 375,5  |
| 41.   | Sandro Sambugaro     | Italien          | 368,5  |
| 42.   | Massimo Rigoni       | Italien          | 345,0  |
| 43.   | Roberto Varutti      | Italien          | 317,5  |
| 44.   | Eric Breche          | Frankreich       | 314,5  |